# Tunyogmatolcs, Szabolcs-Szatmár-Bereg
Tunyogmatolcs  este un sat în districtul Fehérgyarmat, județul Szabolcs-Szatmár-Bereg, Ungaria, având o populație de 2.540 de locuitori (2011). 

## Demografie
Componența etnică a satului Tunyogmatolcs
     Maghiari (84,66%)
     Romi (14,98%)
     Alții (0,37%)
Componența confesională a satului Tunyogmatolcs
     Reformați (64,96%)
     Fără religie (5,71%)
     Romano-catolici (2,8%)
     Necunoscută (25,31%)
     Alte religii (3,58%)
Conform recensământului din 2011, satul Tunyogmatolcs avea 2.540 de locuitori. Din punct de vedere etnic, majoritatea locuitorilor (84,66%) erau maghiari, cu o minoritate de romi (14,98%).  Din punct de vedere confesional, majoritatea locuitorilor (64,96%) erau reformați, existând și minorități de persoane fără religie (5,71%) și romano-catolici (2,8%). Pentru 25,31% din locuitori nu este cunoscută apartenența confesională.